# The Mangler (film)
The Mangler  este un film american de groază thriller din 1995 regizat de Tobe Hooper. Rolurile principale au fost interpretate de actorii Robert Englund, Ted Levine și Daniel Matmor. Este bazat pe povestirea omonimă de Stephen King publicată inițial în decembrie 1972 în revista Cavalier și mai târziu în colecția de povestiri din 1978 Night Shift care conține și povestirea Children of the Corn. Filmul a fost urmat de The Mangler 2 în 2001 și The Mangler Reborn în 2005.

## Prezentare
Într-un mic oraș industrial din New England există o spălătorie numită "Blue Ribbon" care se află într-o clădire foarte veche. După ce aici au loc mai multe accidente ciudate se crede că o mașină de spălat este posedată de forțe demonice care au dobândit gust pentru carnea umană, mutilând și ucigând angajații spălătoriei.

## Distribuție
- Robert Englund - William 'Bill' Gartley
- Daniel Matmor - Mark Jackson
- Ted Levine - Officer John Hunton
- Vanessa Pike - Sherry Ouelette
- Jeremy Crutchley - JJJ Pictureman / Mortician
- Lisa Morris - Lin Sue
- Demetre Phillips - George Stanner

## Lansare
The Mangler a fost lansat în SUA la 3 martie 1995. New Line Home Entertainment a lansat filmul pe DVD la 17 august 2004.

## Primire
A avut încasări de 1,7 milioane $.